# Voie rapide Marrakech-Safi
La voie rapide Marrakech-Safi devrait être un simple dédoublement de la route actuelle. À terme, elle reliera Marrakech, capitale touristique du Maroc, à Safi. Le projet est en cours de négociation. En plus du projet de voie rapide Safi-Essaouira actuellement en négociation, l'ensemble constituerait un axe Marrakech-Essaouira qui permettrait de relier ces deux villes en quelques heures. 